# BMW F20
BMW F20 (eller BMW 1-serie) är en personbil, tillverkad av den tyska biltillverkaren BMW sedan 2011 och marknadsförd som BMW 1-serien. Till skillnad från den föregående generationen finns ingen coupé- eller cabrioletversion, eftersom dessa modeller i stället erbjuds i 2-serien - på samma sätt som i övriga BMW-sortimentet används jämna nummer i början för coupémodeller och udda för sedan- och kombimodeller.

## Motor
| Modell                 | Årsmodell | Motor                    | Cylindervolym | Effekt     | Bränslesystem            |
| ---------------------- | --------- | ------------------------ | ------------- | ---------- | ------------------------ |
| 114d                   | 2013-15   | N47: 4-cyl radmotor DOHC | 1598 cm³      | 95 hk      | Common rail turbodiesel  |
| 116d EfficientDynamics | 2012-15   | N47: 4-cyl radmotor DOHC | 1598 cm³      | 116 hk     | Common rail turbodiesel  |
| 116d                   | 2011-15   | N47: 4-cyl radmotor DOHC | 1995 cm³      | 116 hk     | Common rail turbodiesel  |
| 116d                   | 2015-19   | B37: 3-cyl radmotor DOHC | 1496 cm³      | 116 hk     | Common rail turbodiesel  |
| 118d                   | 2011-15   | N47: 4-cyl radmotor DOHC | 1995 cm³      | 143 hk     | Common rail turbodiesel  |
| 118d                   | 2015-19   | B47: 4-cyl radmotor DOHC | 1995 cm³      | 150 hk     | Common rail turbodiesel  |
| 120d                   | 2011-15   | N47: 4-cyl radmotor DOHC | 1995 cm³      | 184 hk     | Common rail turbodiesel  |
| 120d                   | 2015-19   | B47: 4-cyl radmotor DOHC | 1995 cm³      | 190 hk     | Common rail turbodiesel  |
| 125d                   | 2012-15   | N47: 4-cyl radmotor DOHC | 1995 cm³      | 218 hk     | Common rail turbodiesel  |
| 125d                   | 2015-19   | B47: 4-cyl radmotor DOHC | 1995 cm³      | 224 hk     | Common rail turbodiesel  |
| 114i                   | 2013-15   | N13: 4-cyl radmotor DOHC | 1598 cm³      | 102 hk     | Direktinsprutning, turbo |
| 116i                   | 2011-15   | N13: 4-cyl radmotor DOHC | 1598 cm³      | 136 hk     | Direktinsprutning, turbo |
| 116i                   | 2015-19   | B38: 3-cyl radmotor DOHC | 1499 cm³      | 109 hk     | Direktinsprutning, turbo |
| 118i                   | 2011-15   | N13: 4-cyl radmotor DOHC | 1598 cm³      | 170 hk     | Direktinsprutning, turbo |
| 118i                   | 2015      | N13: 4-cyl radmotor DOHC | 1598 cm³      | 136 hk     | Direktinsprutning, turbo |
| 118i                   | 2016-19   | B38: 3-cyl radmotor DOHC | 1499 cm³      | 136 hk     | Direktinsprutning, turbo |
| 120i                   | 2015-16   | N13: 4-cyl radmotor DOHC | 1598 cm³      | 177 hk     | Direktinsprutning, turbo |
| 120i                   | 2017-19   | B48: 4-cyl radmotor DOHC | 1998 cm³      | 184 hk     | Direktinsprutning, turbo |
| 125i                   | 2012-16   | N20: 4-cyl radmotor DOHC | 1997 cm³      | 218 hk     | Direktinsprutning, turbo |
| 125i                   | 2017-19   | B48: 4-cyl radmotor DOHC | 1998 cm³      | 224 hk     | Direktinsprutning, turbo |
| M135i                  | 2013-16   | N55: 6-cyl radmotor DOHC | 2979 cm³      | 320-326 hk | Direktinsprutning, turbo |
| M140i                  | 2017-19   | B58: 6-cyl radmotor DOHC | 2998 cm³      | 340 hk     | Direktinsprutning, turbo |